# Δ键

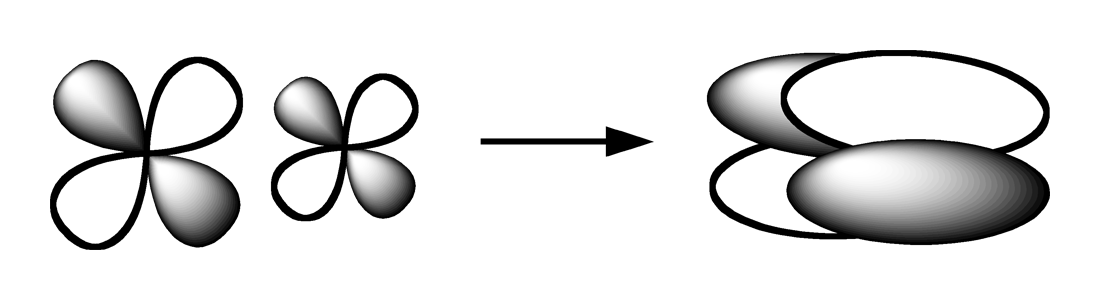
两个d轨道重叠形成δ键

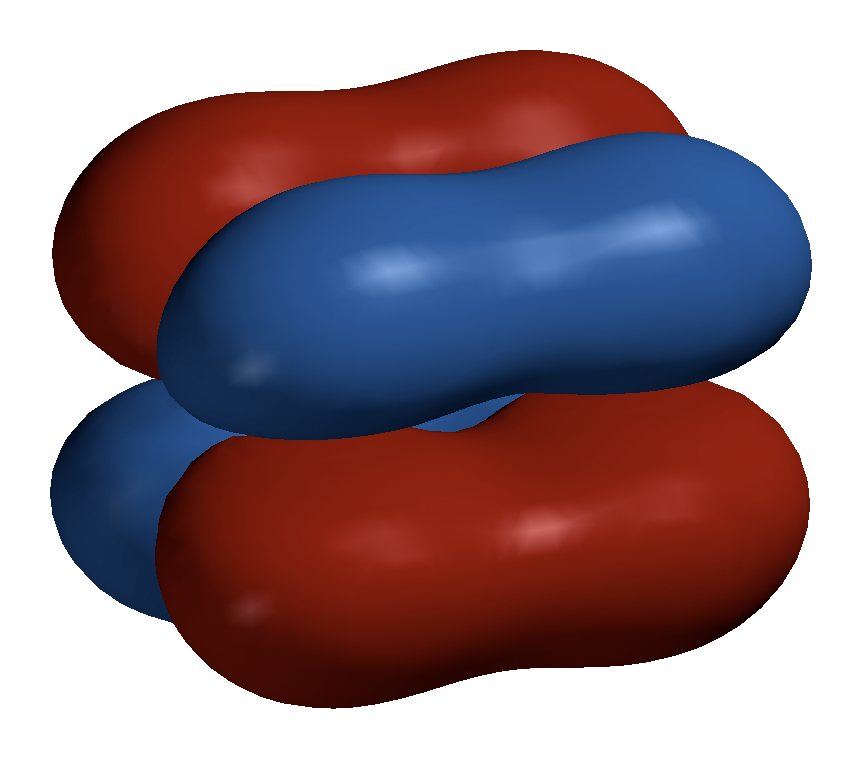
Mo_{2}中的δ键3D图像

化学中，δ键（Delta键）是共价键的一种，由两个d轨域四重交疊而成。δ键只有两个节面（电子雲密度为零的平面）。
从键轴看去，δ键的轨道对称性与d轨道的没有区别，而希腊字母δ也正来源于d轨道。
δ键常出现在有机金属化合物中，尤其是钌、钼和铼所形成的化合物。教科书中常以Re2Cl82−离子中的四重键来介绍δ键，而这四重键中包含1个σ键、2个π键和1个δ键。以通俗的话讲，σ键是“头碰头”，π键是“肩并肩”，而δ键则是“面对面”。
理论上，由于π反键轨道与δ键的对称性一致，因此从乙炔能量低的非键轨道中激发电子，使得在碳碳叁键上再形成一个δ键是可能的。
从δ键可以推出涉及f轨道和g轨道的可能新键型：φ键和γ键，它们涉及到原子轨道更多重瓣的重叠。2005年化学家声称已发现φ键，存在于双铀分子（U2）的铀-铀单键，但还没有观测到γ键。